# 梅格斯 (喬治亞州)
梅格斯（英語：Meigs）是一個位於美國喬治亞州米切爾縣和托馬斯縣的城市。

## 地理
梅格斯的座標為31°04′22″N 84°05′28″W / 31.07278°N 84.09111°W，而該地的平均海拔高度為104米（即341英尺）。

## 人口
根據2010年美國人口普查的數據，梅格斯的面積為4.20平方千米，當中陸地面積為4.10平方千米，而水域面積為0.10平方千米。當地共有人口1035人，而人口密度為每平方千米246.43人。